# Teatervetenskap
Teatervetenskap är det vetenskapliga studiet av teater. Ämnet företräds i Sverige vid Stockholms universitet, Lunds universitet och Göteborgs universitet (där ämnet heter dramatik).